# Bassignana
Bassignana (piemontiul: Bassgnan-na) település Olaszországban, Piemont régióban, Alessandria megyében. Lakosainak száma 1529 fő (2023. január 1.). Bassignana Frascarolo, Gambarana, Isola Sant’Antonio, Montecastello, Pecetto di Valenza, Pieve del Cairo, Rivarone, Suardi, Valenza és Alluvioni Piovera községekkel határos.

## Népesség
A település népessége az elmúlt években az alábbi módon változott:
| Lakosok száma | 1701 | 1671 | 1529 |
|               | 2017 | 2018 | 2023 |